# إف. إل. والاس
إف. إل. والاس (بالإنجليزية: F. L. Wallace)‏ (1915 - 2004)؛ روائي أمريكي. درس في جامعة آيوا.